# Titanoeca quadriguttata
Titanoeca quadriguttata är en spindelart som först beskrevs av Carl Wilhelm Hahn 1833.  
Titanoeca quadriguttata ingår i släktet Titanoeca och familjen stenspindlar. Inga underarter finns listade i Catalogue of Life.